# التعديل الخامس والعشرون لدستور الولايات المتحدة

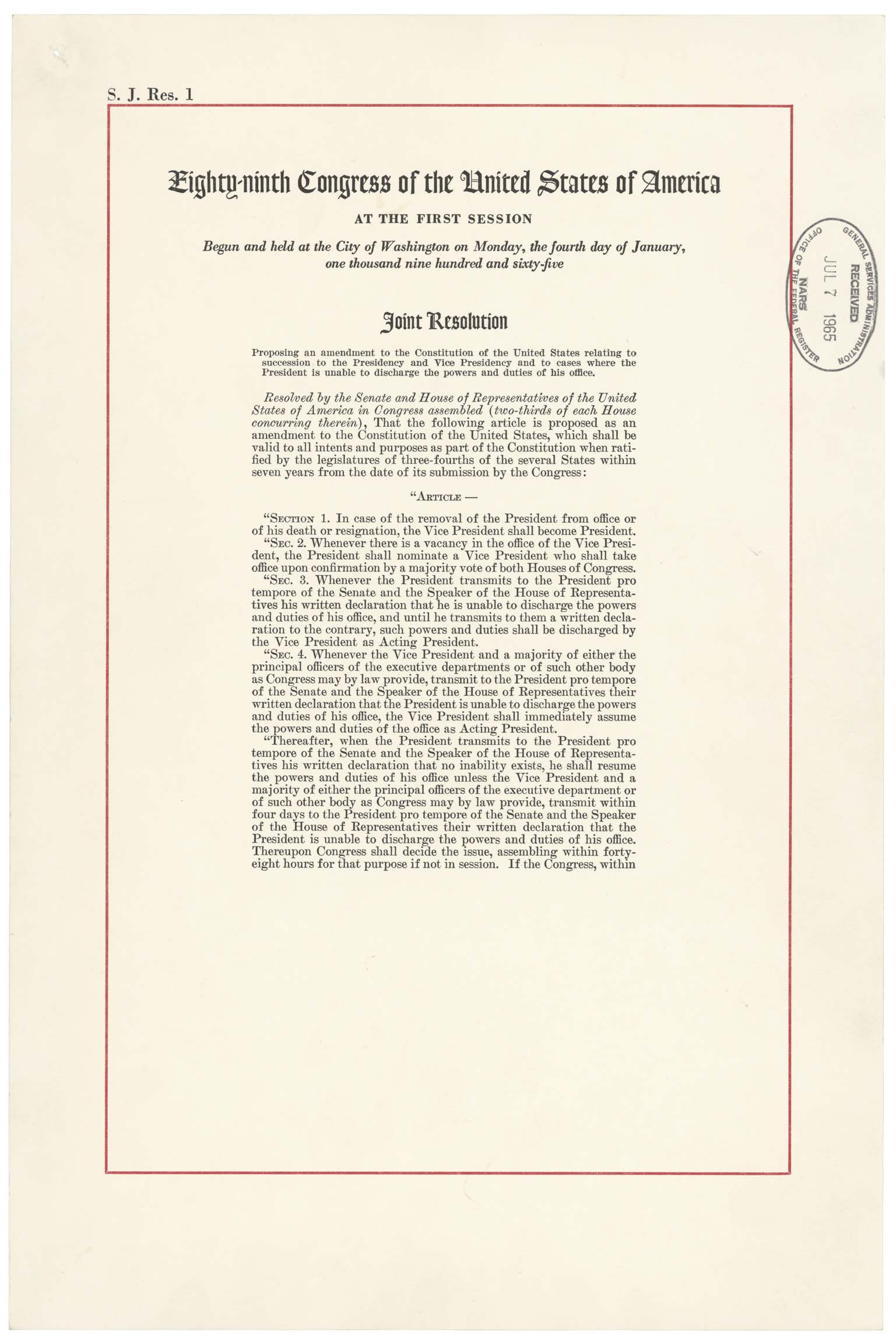

التعديل الخامس والعشرون لدستور الولايات المتحدة يتعامل مع الولاية الرئاسية والإعاقة.
يوضح القسم 1 أن نائب الرئيس يصبح رئيسًا في حالة وفاة الرئيس أو استقالته أو عزله من منصبه. يحدد القسم 2 إجراءات ملء أي منصب شاغر في مكتب نائب الرئيس.
يسمح القسم 3 للرئيس بنقل واجباته مؤقتًا إلى نائب الرئيس، على سبيل المثال أثناء إجراء طبي مخطط. ينص القسم 4 على أنه يجوز لنائب الرئيس، مع أغلبية بعض مسؤولي مجلس الوزراء، إعلان عدم قدرة الرئيس على القيام بواجباته، وبعد ذلك يتولى نائب الرئيس مهام الرئيس على الفور ؛ إذا اعترض الرئيس على مثل هذا الإعلان، يحل الكونجرس المسألة.
قُدّم التعديل إلى الولايات في 6 يوليو 1965 من قبل الكونغرس التاسع والثمانين واعتمد في 10 فبراير 1967، وهو اليوم الذي صادق فيه العدد المطلوب من الولايات (38 ولاية).

## النص والتأثير

### القسم الأول: الولاية الرئاسية
يوضح القسم 1 أنه في المواقف المذكورة، يصبح نائب الرئيس رئيسًا، بدلاً من مجرد تولي سلطات وواجبات الرئاسة بصفته رئيسًا بالإنابة.

### القسم الثاني: منصب نائب رئيس الجمهورية
يتناول القسم 2 إغفال الدستور لآلية ملء منصب نائب الرئيس خلال الفترة التي حدث فيها الشاغر، قبل التعديل الخامس والعشرين، استمرت وظيفة نائب الرئيس شاغرة حتى تولى نائب الرئيس الجديد منصبه في بداية الفترة التالية، وشُغر منصب نائب الرئيس عدة مرات بسبب الوفاة أو الاستقالة أو ولاية الرئاسة، وكانت هذه الشواغر غالبًا ما تستمر عدة سنوات.

### القسم الثالث: البيان الرئاسي
بموجب القسم 3، فإنّ الرئيس يبلغ الرئيس الذي سيتولى السلطة مؤقتًا، أو الرئيس الآني لمجلس الشيوخ، ورئيس مجلس النواب، خطيًّا أنه غير قادر على ممارسة مهام منصبه، وأنه سينقل السلطة مؤقتًا إلى نائب الرئيس.

### القسم الرابع: تصريح من نائب الرئيس وكبار المسؤولين
بموجب القسم 4، يُبلغ نائب الرئيس وأغلبية أعضاء مجلس الوزراء قادة مجلسي الشيوخ والنواب أنّ الرئيس غير قادر على أداء واجباته، وأنّ نائب الرئيس سيصبح رئيسًا بالنيابة.

## استدعاءات
استخدم القسم 3 ثلاث مرات؛ الأولى في يوليو 1985، عندما خضع الرئيس رونالد ريغان لعملية جراحية تحت التخدير العام لإزالة ورم سرطاني من أمعائه الغليظة، يومها عُيّن نائب الرئيس جورج بوش الأب رئيسًا بالوكالة لثماني ساعات، بينما خضع ريغان للعملية الجراحية.
ونقل الرئيس جورج دبليو بوش السلطة مؤقتًا إلى نائبه ديك تشيني في يونيو، وفي يوليو 2007 أثناء خضوعه لتنظير روتيني للقولون تحت التخدير.
وبعد إصابة ريغان بجروح خطيرة في محاولة اغتياله، عام 1981، أعد البيت الأبيض خطابًا يستحضر القسم 3 لكنّه لم يُرسل إلى الكونغرس.